# Alexander von Brill

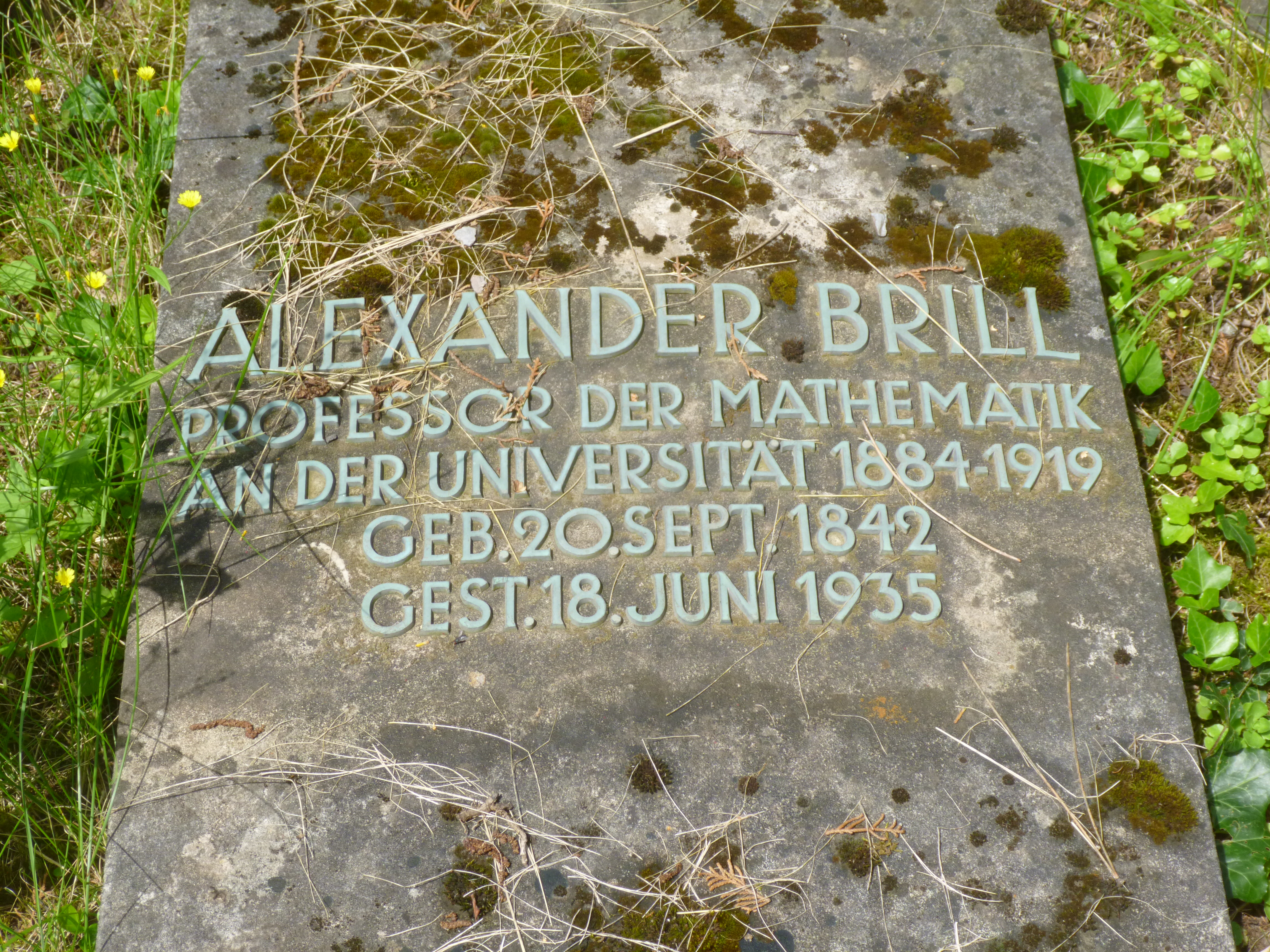
Stadtfriedhof Tübingen

Alexander Wilhelm Brill, ab 1897 von Brill, (* 20. September 1842 in Darmstadt; † 18. Juni 1935 in Tübingen) war ein deutscher Mathematiker.

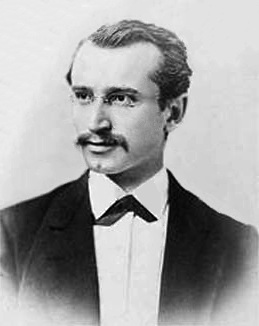
Alexander von Brill

## Leben und Werk
Brill war der Sohn des Buchdruckerei-Besitzers Heinrich Konrad Brill (* 21. Oktober 1808 in Darmstadt; † 14. April 1891 ebenda) und dessen Ehefrau Julie Henriette geb. Wiener (* 6. Januar 1820 in Darmstadt; † 1. März 1903 ebenda). Nach dem Besuch des Darmstädter Gymnasiums studierte er ab 1860 Architektur und Mathematik (bei Alfred Clebsch) an der TH Karlsruhe, wo auch sein Onkel Christian Wiener Professor für darstellende Geometrie war. Er machte 1863 einen Abschluss in Architektur und das Lehramtsexamen in Mathematik. 1863 folgte er Clebsch an die Universität Gießen, wo er 1864 promoviert wurde und sich 1867 habilitierte. Dazwischen war er 1865/6 in Berlin, wo er bei Karl Weierstraß, Ernst Eduard Kummer und Leopold Kronecker studierte. Wie schon in Gießen finanzierte er das durch Hilfslehrertätigkeiten und Privatstunden. Danach war er Privatdozent in Gießen (wo Paul Gordan außerordentlicher Professor war, Clebsch ging 1868 nach Göttingen).
Brill wurde 1869 Professor an der TH Darmstadt und 1875 Professor an der TH München, wo ab 1875 bis 1880 auch Felix Klein sein Kollege war.
Wie Klein war Brill ein engagierter Lehrer, der Wert auf Anschaulichkeit legte. Er entwarf (als gelernter Architekt) selber mathematische Modelle und baute sie auch selbst. Zu ihren Studenten zählten in München Adolf Hurwitz, Walther von Dyck, Carl Runge, Max Planck, Karl Rohn, Luigi Bianchi, Gregorio Ricci-Curbastro.
1884 wurde Brill ordentlicher Professor an der Universität Tübingen und war dort 1896 bis 1897 Rektor. In Tübingen arbeitete er teilweise mit Hermann von Stahl zusammen, den er nach Tübingen holte. Brill wurde im 77. Lebensjahr zum 1. Oktober 1918 emeritiert und vertrat die Neubesetzung seiner Stelle ein weiteres Semester.
Brill beschäftigte sich mit algebraischer Geometrie. 1874 untersuchte er mit Max Noether die Funktionenkörper algebraischer Kurven und bewies darin u. a. den Satz von Riemann-Roch (Mathematische Annalen Band 7, S. 269–310) mit algebraischen Methoden. Bekannt wurde auch ihre gemeinsame große Übersichtsarbeit von 1894 im Jahresbericht der Deutschen Mathematiker-Vereinigung über die Geschichte der Theorie algebraischer Kurven. Die Arbeit von Brill und Noether stand am Anfang der Behandlung der algebraischen Geometrie mit rein algebraischen Methoden. Ihre Arbeit strahlte insbesondere nach Italien aus, wo eine starke Schule der algebraischen Geometrie um Enriques, Severi und Castelnuovo entstand.
Weitere Arbeiten betrafen algebraische Korrespondenzen (Cayley-Brill Korrespondenzprinzip) und algebraische Raumkurven. Er beschäftigte sich auch mit mathematischer Physik, z. B. mit der Mechanik von Heinrich Hertz und dem Relativitätsprinzip Einsteins. Brill veröffentlichte sogar das zweitälteste Lehrbuch über die Relativitätstheorie (nach einem Buch von Max von Laue 1911) im Jahr 1912. Er war auch stark an der Geschichte der Mathematik interessiert und beschäftigte sich mit den Werken von Johannes Kepler (über den seine letzte Veröffentlichung 1930 erschien). Seine Schüler Max Caspar (1880–1956) und Walther von Dyck waren für die Werkausgabe Keplers in München verantwortlich.
Er war u. a. Mitglied der Accademia dei Lincei. Er war Ehrenmitglied (1927) und 1907 Vorsitzender der Deutschen Mathematiker-Vereinigung (DMV). Alexander von Brill wurde 1897 mit der Ehrenkreuz des Ordens der Württembergischen Krone ausgezeichnet, welches mit dem persönlichen Adelstitel verbunden war. 1920 bis 1925 war Brill Vorsitzender der Württembergischen Gesellschaft zur Förderung der Wissenschaften. Zudem war er Mitglied der Bayerischen Akademie der Wissenschaften, der Leopoldina (Halle) und der Göttinger Gesellschaft der Wissenschaften. Seit 1858 war er Mitglied des Corps Hassia Darmstadt.
Brill war seit 1875 mit Anna geb. Schleiermacher (1848–1952) verheiratet und hatte drei Söhne und eine Tochter. Darunter waren der spätere Präsident des Reichsausgleichsamtes Alexander Brill, Eduard Brill und der Fabrikant August Brill.

## Schriften
- Vorlesungen über ebene algebraische Kurven und Funktionen. 1925.
- Vorlesungen über allgemeine Mechanik. 1928.
- Vorlesungen zur Einführung in die Mechanik raumerfüllender Massen. 1909.
- Graphische Darstellungen aus der reinen und angewandten Mathematik. 1894.
- mit Noether: Über algebraische Funktionen und ihre Anwendung in der Geometrie. Mitt. Göttinger Akad. 1873, und ihr gleichnamiger Artikel in den Mathematischen Annalen Band 7, 1874.
- mit Noether: Die Entwicklung der Theorie der algebraischen Funktionen in älterer und neuerer Zeit. Jahresbericht DMV 1894.
- Das Relativitätsprinzip. Teubner 1912.
- Über Kepler's Astronomia nova. Stuttgart 1930.